# T. Rex and the Crater of Doom
T. Rex and the Crater of Doom  (T. Rex y el cráter de la fatalidad) es un libro de no ficción del profesor Walter Alvarez que fue publicado por Princeton University Press en 1997. El libro analiza la investigación y la evidencia que condujo a la creación de la hipótesis de Alvarez , que explica cómo se produjo un evento de impacto. la principal causa que condujo al evento de extinción Cretácico-Paleógeno . ((K–Pg) (anteriormente conocida como Cretácico-Terciario (K–T))

## Contenido
El libro comienza discutiendo la investigación de Álvarez en la década de 1970, antes de investigar la causa del evento de extinción del Cretácico-Paleógeno, cuando estaba investigando la tectónica de placas que involucraba a los Apeninos con William "Bill" Lowrie . El método de esta investigación fue utilizar la evidencia del campo magnético de la Tierra para mostrar que la placa sobre la que descansaban las rocas de las montañas había girado durante millones de años. Mientras investigaban los depósitos de piedra caliza en Gubbio , descubrieron que algunas de las rocas no estaban alineadas con el polo norte magnético , sino en la dirección opuesta, lo que implica que la Tierra sufre una inversión geomagnética. Esto, con el abundante material fosilizado de foraminíferos extintos , les permitió fechar las diferencias de tiempo entre cada inversión y catalogar las especies de vida microscópica encontradas en cada época. Al hacerlo, descubrieron que un cierto período de tiempo había dado lugar a la formación de muy pocos foraminíferos fósiles, un límite de poca vida ahora conocido como el límite Cretácico-Paleógeno o el límite KT. Justo por encima de este límite, había una capa gruesa que no tenía evidencia de fósiles en absoluto, lo que apuntaba a una extinción casi completa de la vida marina microscópica. Este descubrimiento estaba en oposición directa a la teoría del gradualismo, la creencia principal del período de que el cambio evolutivo se produjo lentamente a lo largo de grandes períodos de tiempo, en lugar de en ráfagas de eventos cortos y distintos, una teoría conocida como catastrofismo .
Ante la sospecha de que la capa sin restos fosilizados era evidencia de un evento catastrófico, Álvarez se propuso determinar qué tan rápido se había depositado la capa de arcilla, lo que probaría o refutaría su hipótesis. Su padre, Luis Álvarez , sugirió que la cantidad de iridio , un elemento depositado a partir del polvo cósmico a una tasa fija, podría proporcionar evidencia para su afirmación. Si la cantidad de iridio en la capa fuera más alta de lo esperado, eso implicaría que el impacto de un asteroide o cometa había provocado que el polvo del impactador cayera en grandes cantidades en todo el mundo, acumulando una mayor concentración de iridio. Se encontró que la cantidad de iridio cuando se probó era de 9 partes por mil millones(ppb), en lugar de los 0,1 ppb que se habrían acumulado naturalmente en la capa. El siguiente paso fue determinar si esta alta concentración de iridio era exclusiva de Gubbio o si se podía encontrar en todo el mundo, como se esperaría de un evento de impacto catastrófico. Si bien las ubicaciones con capas de rocas claras del límite KT eran raras, Álvarez pudo confirmar sus hallazgos con los depósitos de Stevns Klint en Zelanda .
La hipótesis de Álvarez en ese momento estaba en conflicto sobre si un impacto fue la causa o si el iridio había sido depositado por una supernova de una estrella cercana, que también podría haber matado a la mayor parte de la vida en la Tierra debido a estallidos de rayos gamma y radiación cósmica . Para confirmar o descartar esta hipótesis alternativa, Álvarez trabajó con Frank Asaro y Helen Michel para determinar si la capa de arcilla también contenía plutonio-244 , un isótopo distintivo que una supernova también habría depositado si hubiera sido la causa. Si bien su prueba inicial resultó positiva para el isótopo, resultó ser un falso positivo , bajo mayor escrutinio y pruebas. Esto hizo que Álvarez abandonara la posibilidad de una supernova y se enfocara singularmente en un evento de impacto como la causa. Sin embargo, Álvarez no estaba seguro de cómo tal impacto podría haber acabado con especies en todo el mundo. Después de investigar los efectos de la erupción de Krakatoa en 1883 , determinó que un impacto lo suficientemente grande podría forzar suficiente ceniza y polvo a la atmósfera para bloquear el sol, lo que llevaría a una extinción masiva global . 
Para 1980, la evidencia del límite KT y los altos niveles de iridio se habían reportado de forma independiente en docenas de otros sitios, moviendo la hipótesis de Álvarez hacia una búsqueda global del cráter de impacto , en competencia con varios otros científicos como Jan Smit . Muchos equipos continuaron disputando la hipótesis del impacto, en lugar de teorizar que una erupción volcánica podría haber sido la causa de la extinción masiva. Una erupción en un área conocida como las Trampas de Deccan se fechó en el mismo período de tiempo del límite, lo que fortalece la hipótesis de la erupción. La búsqueda de un cráter de impacto hizo que Álvarez se convirtiera en evidencia de un tsunami, que probablemente habría causado un gran impacto si hubiera ocurrido en medio del océano. A finales de la década de 1980, encontró evidencia en el río Brazos de que un tsunami había barrido el Golfo de México millones de años antes. El descubrimiento se realizó gracias a un estudiante de posgrado llamado Alan Hildebrand que notificó a Álvarez de la evidencia de un cráter en la península de Yucatán (Cráter de Chicxulub) , que nunca había sido publicado en la literatura científica por los geólogos petroleros mexicanos que lo habían encontrado. Era necesario determinar la edad del cráter si iba a ser un candidato para el impacto del límite KT, pero el acceso a la región estaba limitado por el cráter enterrado con el tiempo y las muestras del núcleo obtenido por los geólogos se habían perdido. La única opción que le quedaba a Álvarez era encontrar sedimentos intactos que quedaron del impacto en la capa de roca superficial en algún lugar del noreste de México. Después de varias semanas de búsqueda, su equipo encontró evidencia en el lecho de un río llamado Arroyo el Mimbral con la firma exacta del impacto que se esperaba. Varios años después, en 1991, las muestras de núcleos fueron redescubiertas y confirmaron los hallazgos de la expedición de Álvarez.